# Molemole Local Municipality
Molemole (englisch Molemole Local Municipality) ist eine Lokalgemeinde im Distrikt Capricorn der südafrikanischen Provinz Limpopo. Der Sitz der Gemeindeverwaltung befindet sich in Mogwadi (ehemals Dendron). Am 3. August 2016 wurde ein Teil der ehemaligen Lokalgemeinde Aganang an das Gebiet von Molemole angeschlossen. Edward Paya ist der Bürgermeister.
Ihr Name ist von der Bezeichnung für einen Gebirgszug in der Sprache der Batlokoa abgeleitet und um dabei an die Geschichte und Kultur des Batlokwa-Stammes zu erinnern.

## Lage
Molemole liegt etwa 60 km nordöstlich von Polokwane an der Nationalstraße 1 nach Simbabwe im Norden. Die Provinzstraße R521 führt durch das Gemeindegebiet und verbindet es mit Botswana im Westen.

## Städte und Orte
| - Botlokwa (Mphakane) - Eisleben - Ga-Makgato - Ga-Maponto - Ha-Madikana - Mogwadi (ehemals Dendron) - Mohodi - Morebeng (ehemals Soekmekaar) | - Nthabiseng - Ramatjowe - Ramokgopa - Sefene - Sekakene |

## Bevölkerung
Nach dem Zensus von 2001 lebten auf 3347 km² die 109.440 Einwohner in 27.889 Haushalten, was einer statistischen Haushaltsgröße von 3,92 Personen entsprach.
Nach der Volkszählung von 2011 lebten hier 108.321 Einwohner in 30.043 Haushalten auf einer Fläche von 3347,33 km². Davon waren 98,3 % schwarze, 1,1 % weiße, 0,3 % andere, 0,1 % Coloured sowie 0,1 % Inder/Asiaten. Um 2020 waren 52,7 % aller Einwohner unter 20 Jahre alt.

## Öffentliche Versorgung
76 % der Einwohner haben Zugang zu Trinkwasser in einer Nähe von unter 200 m von ihren Wohnungen. Dieses wird aus lokalem Grundwasser gewonnen, die Gemeindeverwaltung schätzt diese Quelle jedoch als nicht verlässlich ein. Nur 20 % haben in ausreichendem Maß Zugang zu sanitären Einrichtungen wie Latrinen. Etwa 75 % betreiben elektrische Geräte, 70 % haben Anschluss an das Stromnetz. Es existiert ein Krankenhaus, sechs kleinere stationäre Kliniken und zwei mobile Kliniken. Der Ausbau von öffentlicher Versorgung, insbesondere die Investition in Wasserversorgung und Kanalisation sowie Straßenbau und Gesundheit, gehört zu den Prioritäten der Gemeindeverwaltung.

## Wirtschaft
Nach Einschätzung der Gemeindeverwaltung liegt die wirtschaftliche Basis im Gemeindegebiet besonders im Agrarsektor (Kartoffeln, Tomaten, Wildhaltung) und in der Forstwirtschaft. Die Ausbeutung von mineralischen Rohstoffen, die im Gemeindegebiet vielfältig in kleineren Vorkommen vorliegen, findet nur in geringem Maße statt.